# Prima guerra anglo-maratha
La prima guerra anglo-maratha (1775–1782) fu la prima delle tre guerre anglo-maratha combattute tra la Compagnia britannica delle Indie orientali e l'Impero maratha, in India. La guerra ebbe inizio col Trattato di Surat e si concluse con il trattato di Salbai.

## Antefatto
Dopo la morte di Madhavrao Peshwa nel 1772, suo fratello Narayanrao divenne Peshwa dell'Impero maratha.
La vedova di Narayanrao, Gangabai, diede alla luce un figlio postumo che era il legale erede al trono. Il nuovo nato venne chiamato 'Sawai' Madhavrao (Sawai significa "uno e un quarto"). Dodici capi maratha, guidati da Nana Phadnavis diressero i loro sforzi per far nominare il piccolo come Peshwa e Nana come suo Reggente.
Raghunathrao, non intenzionato a rinunciare alla propria posizione di potere, cercò l'aiuto degli inglesi a Bombay e siglò il trattato di Surat il 6 marzo 1775. Sulla base del trattato, Raghunathrao avrebbe ceduto alla Gran Bretagna i territori di Salsette e Bassein, assieme a parte delle rendite dei distretti di Surat e Bharuch. In cambio, i Britannici promisero di inviare a Raghunathrao 2 500 uomini.

## Le fasi iniziali e il trattato di Purandhar (1775 - 1776)
Le truppe britanniche, al comando del colonnello Keating, lasciarono Surat il 15 marzo 1775 per Pune, ma vennero individuati da Haripant Phadke ad Adas e vennero completamente sbaragliati il 18 maggio 1775. La perdita delle forze di Keating, tra cui Raghunathrao, ammontarono a 96 uomini. Le perdite dei Maratha nella battaglia di Adas (Gujarat) furono di 150 soldati.
Warren Hastings disse che azioni dirette contro Pune sarebbero state dannose per i Britannici. Il Consiglio britannico di Calcutta condannò il trattato di Surat, inviando il colonnello Upton a Pune per annullarlo e concludere un nuovo trattato con la Reggenza. Il trattato di Purandhar (1º marzo 1776) annullò quindi quello di Surat, Raghunathrao fu pensionato e la sua causa abbandonata, ma le rendite dei distretti di Salsette e Broach furono mantenute dai Britannici. Il governo di Bombay rifiutò questo nuovo trattato e si offrì di dare rifugio a Raghunathrao.

## Wadgaon
A seguito di un trattato tra Francia e il governo di Pune nel 1776, il governo di Bombay decise di invadere Raghoba. Inviarono dunque una forza armata al comando del colonnello Egerton che raggiunse Khopoli e si fece strada attraverso il Ghats occidentale a Bhor Ghat e poi verso Karla, città che venne raggiunta il 4 gennaio 1779. Alla fine i Britannici furono costretti alla ritirata verso Wadgaon, ma vennero presto accerchiati. Le truppe britanniche siglarono il trattato di Wadgaon il 16 gennaio 1779, una vittoria per i Maratha.
Rinforzi dall'India settentrionale, comandati dal colonnello (poi generale) Thomas Wyndham Goddard, giunsero troppo tardi per salvare le forze di Bombay. Il Governatore Generale britannico del Bengala, Warren Hastings, rifiutò ad ogni modo il trattato sulla base del fatto che gli ufficiali di Bombay non avevano il potere legale di siglarlo, e ordinò quindi a Goddard di assicurare gli interessi britannici nell'area.
Goddard con 6 000 uomini occupò il Forte Bhadra e catturò Aḥmedābād il 15 febbraio 1779 dove si trovava una guarnigione di 6 000 tra Arabi e Sindhi e 2 000 cavalieri. Le perdite nel combattimento per gli Indiani furono di 108 uomini, mentre i Britannici persero 2 soli uomini. Goddard catturò anche Bassein l'11 dicembre 1780. Un altro distaccamento di rinforzi del Bengala guidato dal capitano Popham prese Gwalior e, con l'assistenza del Rana di Gohad, catturò anche Gwalior il 4 agosto 1780, prima che Mahadaji Sindhia potesse prepararsi. Le schermaglie ebbero luogo tra Mahadaji Sindhia e il generale Goddard nel Gujarat, ma si dimostrarono inconcludenti. Hastings inviò quindi un'altra forza militare a minacciare Mahadaji Sindhia, comandata dal maggiore Camac.

## India centrale e Deccan

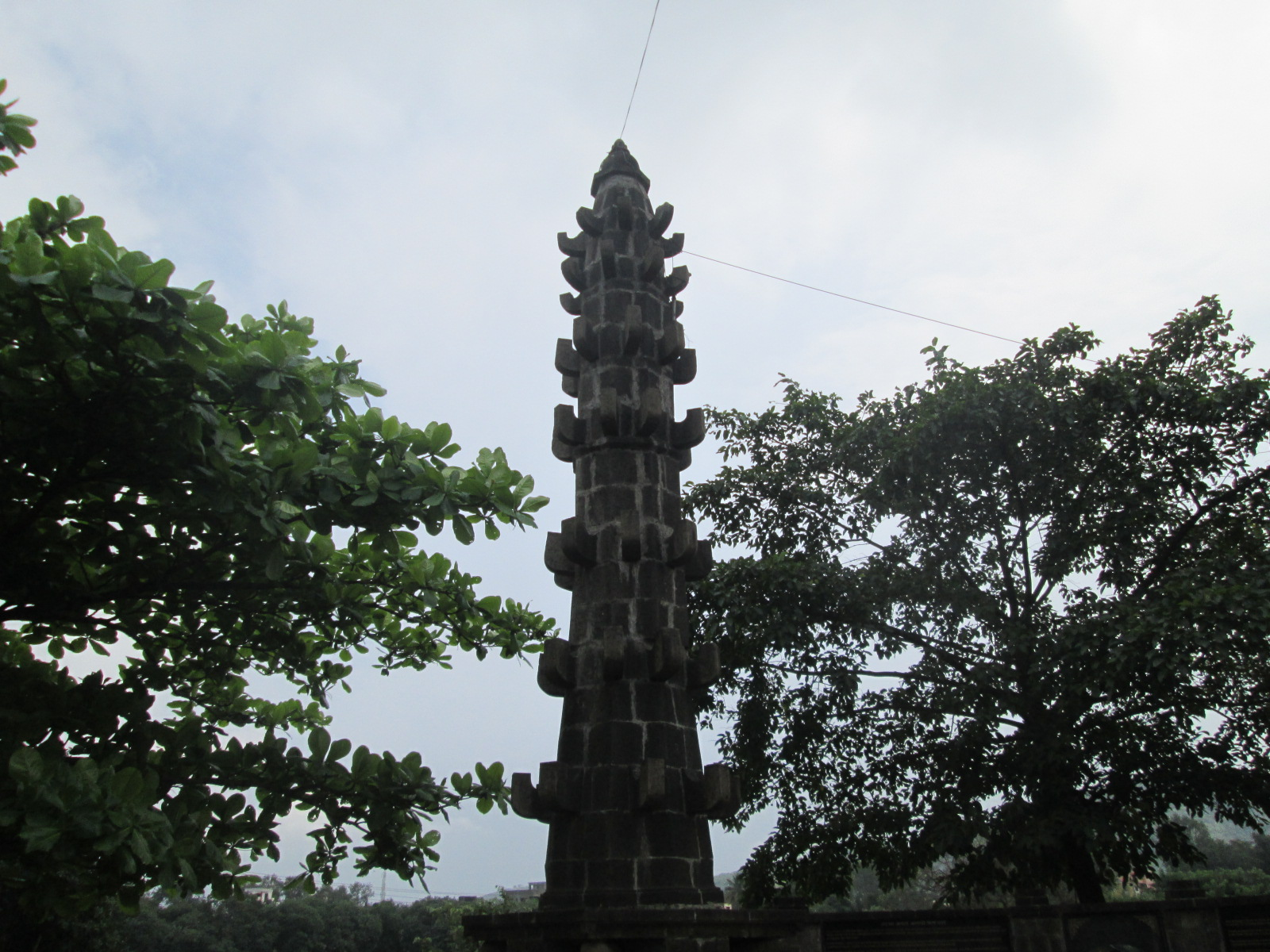
Una Vijay Stambh (Colonna della vittoria) eretta per commemorare la vittoria maratha sugli Inglesi. La colonna si trova a Vadgaon/Wadgaon Maval, nei pressi della città di Pune (Tamil Nadu).

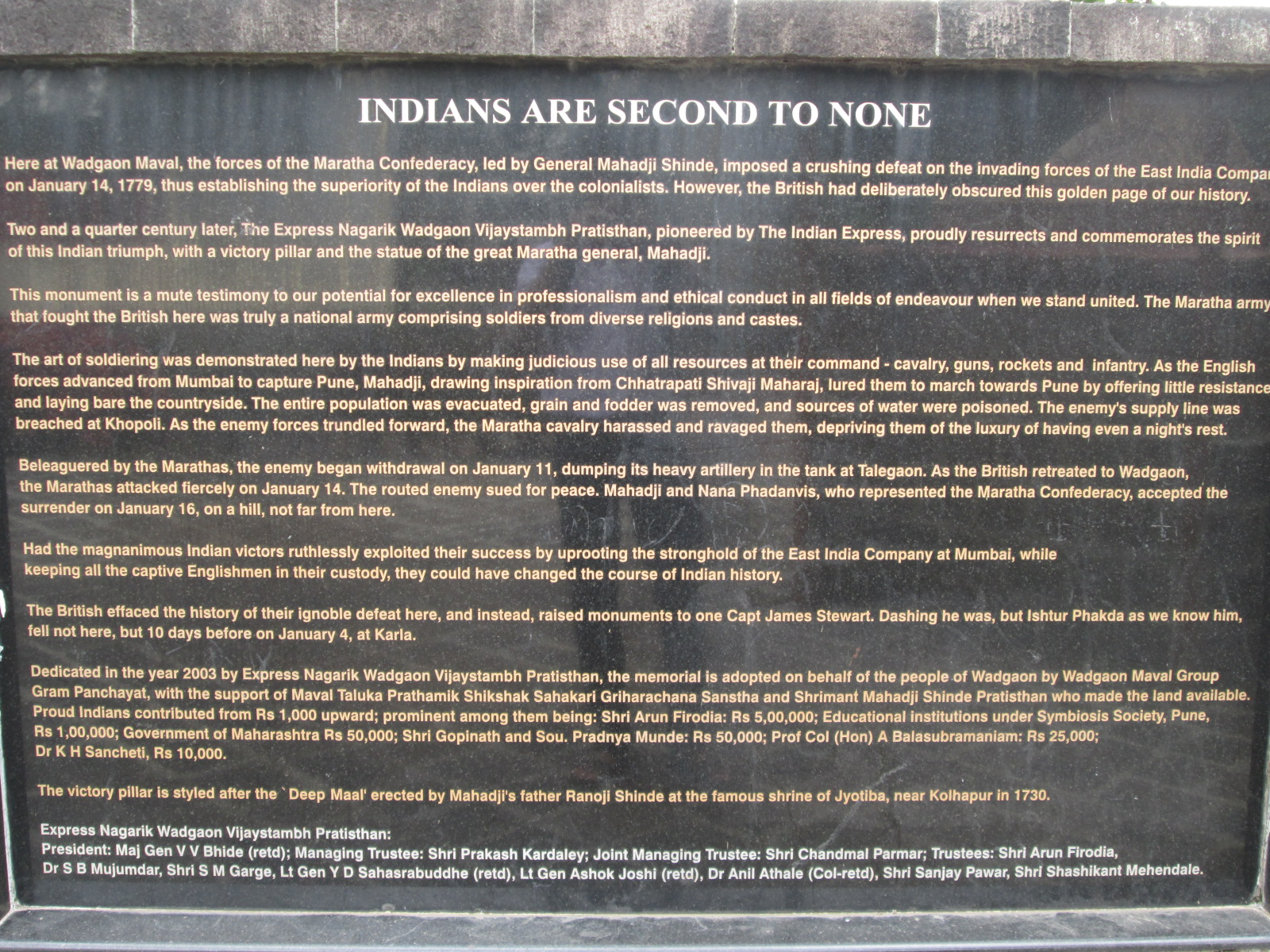
Una targa esplicativa che spiega la vittoria maratha sugli Inglesi. Essa è collocata a Vadgaon/Wadgaon Maval, nei pressi di Pune, India

Dopo la presa di Bassein, Goddard marciò verso Pune, ma fu intercettato a Borghat – Parshurambha nell'aprile del 1781 da Haripant Phadke e Tukoji Holkar.
Nell'India centrale, Mahadaji Sindhia era di stanza a Malwa aspettando Camac. Inizialmente, Mahadaji ebbe la meglio e le forze britanniche di Camac dovettero ritirarsi a Hadur.
Nel febbraio del 1781 i Britannici batterono Mahadaji Sindhia presso il villaggio di Sipri, ma ogni mossa che fecero venne minacciata dalla mancanza di rifornimenti, sino a quando non compirono un raid disperato alla fine di marzo, catturando non solo dei rifornimenti, ma anche dei cannoni e degli elefanti da guerra.
Il contesto della guerra appariva ora molto più bilanciato. Se Mahadaji riuscì a ottenere una significativa vittoria su Camac nella Battaglia di Sironj, quest'ultimo riuscì ad avere la meglio nella Battaglia di Durdah il 24 marzo 1781.
Il colonnello Murre giunse con nuove forze nell'aprile del 1781 per assistere sia Popham sia Camac. Dopo la sua sconfitta a Sipiri, Mahadaji Sindhia iniziò ad allarmarsi. Alla fine, sconfisse ad ogni modo decisamente le forze di Murre il 1º luglio 1781.

## Trattato di Salbai
Questo trattato, noto come Trattato di Salbai, fu siglato il 17 maggio 1782, e rettificato da Hastings a giugno di quello stesso anno e da Nana Phadnavis nel febbraio dell'anno successivo. Il trattato pose fine alla prima guerra anglo-maratha.

## Nella cultura di massa
Nel film del 2013 intitolato The Lovers l'intera vicenda è basata sullo sfondo di questa guerra